# Roger Deweer
Roger Deweer (Anzegem, 25 februari 1932 - Waregem, 25 december 2017) was een Belgische atleet, die gespecialiseerd was in de 3000 m steeple. Hij nam eenmaal deel aan de Europese kampioenschappen en veroverde drie Belgische titels.

## Biografie
Deweer werd in 1953 voor het eerst Belgisch kampioen 3000 m steeple. Dat jaar bracht hij ook de Belgische besttijd van Robert Schoonjans naar 9.09,6. Het jaar nadien verbeterde hij dit record tweemaal. Op de Belgische kampioenschappen van 1954 liep hij 9.04,2. Hij nam dat jaar op dat nummer ook deel aan de Europese kampioenschappen in Bern, waar hij uitgeschakeld werd in de reeksen. In 1955 veroverde hij nog een derde Belgische titel.

### Clubs
Deweer was aangesloten bij Waregem AC en na de fusie bij Atletiek Zuid-West. Hij was bij deze club jarenlang voorzitter en sinds 2003 erevoorzitter.

## Belgische kampioenschappen
| Onderdeel      | Jaar             |
| -------------- | ---------------- |
| 3000 m steeple | 1953, 1954, 1955 |

## Persoonlijk records
| Onderdeel      | Prestatie      | Datum           | Plaats  |
| -------------- | -------------- | --------------- | ------- |
| 3000 m steeple | 9.04,2 (ex-NR) | 8 augustus 1954 | Brussel |

## Palmares

### 3000 m steeple
- 1953:  BK AC – 9.33,4
- 1954:  BK AC – 9.04,2 (NR)
- 1954: 9e in reeks EK in Bern – 9.30,2
- 1955:  BK AC – 9.35,0